# مارک فاستر گیج
مارک فاستر گِیج (به انگلیسی: Mark Foster Gage)(زاده ۲۲ نوامبر ۱۹۷۳) نظریه‌پرداز، متخصص علوم نظری و طراح آمریکایی است. او استاد دانشگاه ییل بوده و تخصصش در حوزه زیبایی‌شناسی است.

## تحصیلات
گیج مدرک کارشناسی تاریخ هنر خود را از دانشگاه نوتردام و مدرک کارشناسی ارشد خود را از دانشگاه ییل دریافت کرده‌است.

## سرگذشت حرفه ای
او در سال ۲۰۰۱ بعد از فارغ‌التحصیلی به عنوان استاد در دانشگاه ییل مشغول به کار شد و بین سالهای ۲۰۱۰ تا ۲۰۱۹ معاون رئیس دانشکده معماری این دانشگاه بود.
او در سال ۲۰۰۲ دفتر طراحی شخصی خودش را تأسیس کرد که هدفش خلق ساختمان‌هایی با ترکیب تکنولوژی‌های جدید با تأکید بر زیبایی‌شناسی بود.مجله سرفس، از او به عنوان «پرکارترین معمار در حوزه ساختمان‌هایی که وجود ندارند» یاد می‌کند. گیج اغلب خودش عنوان می‌کند که اکثریت طرح‌های دفترش ساخته نشده رها شده و در این راستا او قصد دارد با این ساخته نشدن به عنوان سندی بر این مدعا رفتار کند که حوزه معماری در قرن بیستم باید اساساً مورد بازبینی در ارزشهایش قرار گیرد. در سال ۲۰۱۲ در مصاحبه ای با «دیزاینرز اند بوکز» در مورد یکی از کتابهایش با عنوان «نظریه زیبایی‌شناسی» او به دلیل باورهایش به رابطه میان فرم معماری و معنای سمبولیک، خودش را معماری «گذشته گرا» می‌خواند.

## طراحی
از مهمترین طرح‌های او می‌توان به طرح پیشنهادی برای برج ۱۰۲ طبقه خیابان ۵۷ غربی در نیویورک، طراحی لباس برای لیدی گاگا، طراحی شعبه‌های برند نیکولا فورمیشتی بسیاری دیگر اشاره کرد. آثار او در مجلات نمایشگاه‌های مختلفی چون موزه هنر مدرن نیویورک، موزه هنر متعالی آتلانتا، موزه هنر مؤسسه شیکاگو، موزه هنر معاصر هیروشیما، موزه فرانس مایر مکزیک، مرکز فراک وال د لور فرانسه، دوسالانه ونیز، پکن، پراگ و بسیاری دیگر به نمایش درآمده و برنامه‌های تلویزیونی مختلفی در مورد شیوه کاری او و تفکرش تهیه شده‌است.

## ترجمه آثار به فارسی
- کتاب نظریه‌های زیبایی‌شناسی او توسط احسان حنیف به فارسی برگردانده شده و انتشارات فکرنو آن را منتشر ساخته است.[۱۸]

## گزیده کتابها
- Designing Social Equality: Architecture, Aesthetics, and the Perception of Democracy. Routledge, 2018
- Aesthetics Equals Politics: New Discourses Across Art, Architecture and Philosophy. MIT Press, 2019
- Aesthetic Theory: Essential Texts for Architecture and Design. W. W. Norton & Company, 2011
- Composites, Surfaces and Software: High Performance Architecture, with Greg Lynn. Yale School of Architecture, 2010